# Clássico de Florianópolis
Clássico de Florianópolis é a denominação dada ao confronto entre Avaí e Figueirense, os clubes de maior torcida em Santa Catarina. É o maior e mais antigo clássico do futebol catarinense, tendo sido disputado pela primeira vez em 1924. Avaí e Figueirense possuem as melhores campanhas da história de Santa Catarina na elite do futebol nacional, bem como o maior número de títulos estaduais. Estes feitos reforçam a importância do confronto que divide a paixão das torcidas na capital catarinense.

## História
O Clássico de Florianópolis ganhou importância logo nos seus primeiros anos de existência, com o amplo domínio dos clubes no cenário estadual. O Avaí conquistou os títulos de 1924, 1926, 1927, 1928 e 1930. Já o Figueirense conquistou os títulos de 1932, 1935, 1936, 1937 e 1939. O Figueirense ainda venceria o estadual em 1941, enquanto o Avaí venceria em 1942, 1943, 1944 e 1945, tornando-se a primeira equipe do estado a conquistar um tetracampeonato. Posteriormente, cada clube teve dois títulos citadinos homologados. Após este amplo domínio nas primeiras décadas, começou a ascensão dos clubes do interior. Nas décadas de 50 e 60 não houve nenhum título da dupla da capital.
A cidade só voltaria a ver uma conquista estadual nos anos 1970. O Avaí conquistou os títulos de 1973 e 1975, enquanto o Figueirense venceu os títulos de 1972 e 1974. No ano de 1975 aconteceu um momento histórico: o primeiro clássico a decidir um título catarinense. Após três partidas muito disputadas, o Avaí sagrou-se campeão no Orlando Scarpelli. Esta década marcou o renascimento do futebol de Florianópolis, que sobreviveu ao período de vacas magras graças a paixão das torcidas, sem render-se às tradicionais fusões que aconteciam no interior do estado.
Ainda nos anos 1970, após algumas disputas diretas por uma vaga, Avaí e Figueirense participaram pela primeira do Campeonato Brasileiro. Todos os jogos eram disputados no Orlando Scarpelli, que recebera grandes públicos. As maiores médias da história de Avaí e Figueirense aconteceram nestes campeonatos. Naquela época, Florianópolis era uma cidade pequena, e apesar do esforço que os clubes faziam, o baixo investimento não permitiu que ambos se destacassem nacionalmente. Após novas décadas de altos e baixos, os rivais conseguiram manter de pé a sua tradição estadual. Os destaques ficaram por conta das finais de 1988 e 1994, que encerraram o jejum dos clubes e levaram verdadeiras multidões para as arquibancadas. O Avaí ainda se consolidaria como o Campeão do Século em 1997, enquanto o Figueirense iniciava o melhor momento de sua história com a conquista do título de 1999 em cima do próprio Avaí, após 24 anos de espera por um título em cima do seu maior rival. A esta altura, a diferença era de 4 títulos catarinenses em favor do Avaí.
No início dos anos 2000, o Figueirense dominou amplamente o cenário estadual, conquistando um tricampeonato pela primeira vez na sua história. O clube ainda chegou a uma final de Copa do Brasil e disputou sete edições seguidas do Brasileirão, recorde absoluto. O acesso do Figueirense para a Série A de 2002 veio em uma disputa direta contra o próprio Avaí, no quadrangular final da Série B do ano anterior. Posteriormente o Avaí retomou o posto e voltou a equilibrar a disputa conquistando o acesso à Série A em 2008, um Bicampeonato estadual e fazendo a melhor campanha da história de Santa Catarina na elite do Brasileirão. O clube ainda disputou uma Semifinal de Copa do Brasil e as Quartas de final da Copa Sul-Americana. No ano de 2008, quando havia muita expectativa pelo reencontro dos rivais na elite, aconteceu um fato inusitado na história da rivalidade: o Avaí subiu para a Série A e o Figueirense foi rebaixado para a Série B no mesmo ano. Os clubes só se encontrariam no Brasileirão em 2011.
Outro momento importante aconteceu no ano de 2012, quando as equipes voltariam a decidir uma final do Campeonato Catarinense pela terceira vez. Este tira-teima decidiria quem passaria a frente na disputa direta de títulos e também na disputa de finais entre os rivais. Após uma vitória por 3 a 0 na Ressacada e outra por 2 a 1 no Orlando Scarpelli, o Avaí venceu a disputa histórica e levantou a taça no estádio do rival após 37 anos. No ano seguinte, outro episódio ganhou destaque na rivalidade local, quando o Figueirense venceu o Avaí em plena Ressacada pela Série B, arrancando para o acesso. A vitória foi suficiente para desestabilizar o Avaí, favorito naquele ano.
Outros clássicos importantes aconteceram em disputas de âmbito nacional. Em 1999 o Avaí eliminou o Figueirense da Copa do Brasil, no então chamado "Clássico do Século". Em 2015 o Figueirense deu o troco, eliminando o rival nesta mesma fase da competição. O último grande clássico de relevância nacional aconteceu no ano de 2011, quando os rivais voltaram a se encontrar pela Série A após 35 anos. O Avaí venceu o jogo de virada no Orlando Scarpelli por 3 a 2, feito que voltaria a repetir no Brasileirão em 2015. O Figueirense não vence o Avaí pela Série A desde 1976.
No ano de 2016, aconteceu mais um sobe e desce na história da rivalidade. O Avaí conquistou o vice-campeonato da Série B, enquanto o Figueirense foi rebaixado da Série A do mesmo ano. Em 2018, ambos os clubes disputam a Série B.

## Estatísticas dos confrontos
A fonte mais tradicional e de maior confiabilidade para a contagem oficial do clássico é a do Jornal "A Notícia"  jornal "O Estado" e "Diário Catarinense"  divulgada na década de 1990. O Livro oficial do clássico, intitulado "90 anos do clássico Avaí x Figueirense" do Jornalista Polidoro Júnior  também utiliza esta contagem. O Site oficial do Figueirense Futebol Clube também adota contagem oficial tradicional  assim como a Federação Catarinense de Futebol.

### Dados gerais
Jogos: 437 (Atualizado em 05/03/2025. Avaí 1 x 1 Figueirense - Ressacada - Campeonato Catarinense)
Vitórias do Figueirense: 153
Vitórias do Avaí: 149
Empates: 135
FONTE: Jornal A Notícia , O Estado, Diario Catarinense  e "Livro 90 anos do clássico Avaí x Figueirense" de Polidoro Junior, conforme publicações antigas já referenciadas na página.  O Site oficial do Figueirense Futebol Clube também adota a contagem tradicional  assim como a Federação Catarinense de Futebol.

### 2000-2025: Reorganizando a Contagem
No dia 10 de abril de 2000, após vitória do Avaí por 2-1 na Ressacada, o jornal "A Notícia" publicou esta reportagem  atualizando a única contagem oficial do clássico existente e considerada pela mídia na época, divulgada também pelo jornal "O Estado" e pelo Diário Catarinense. Após o clássico 360 realizado no dia 9 de abril de 2000, o número de vitórias era igual para cada lado: 126 vitórias para o Figueirense e 126 vitórias para o Avaí, com 108 empates. De lá para cá, o Figueirense venceu o clássico em mais 27 oportunidades, e o Avaí venceu em mais 23 oportunidades. Ocorreram ainda mais 27 empates entre os rivais.
Segue a lista com todas as vitórias e empates de cada equipe desde 09/04/2000 em partidas oficiais, o número da vitória ou empate correspondente, bem como o número de cada um dos clássicos:
Vitórias do Figueirense Futebol Clube (2000-2025)
1. (Vitória n° 127) Avaí 1 x 3 Figueirense - 2001 - Campeonato Catarinense - Ressacada - 363
2. (Vitória n° 128) Figueirense 1 x 0 Avaí - 2001 - Campeonato Catarinense - Orlando Scarpelli - 364
3. (Vitória n° 129) Figueirense 2 x 0 Avaí - 2001 - Série B (Turno) - Orlando Scarpelli - 365
4. (Vitória n° 130) Figueirense 2 x 0 Avaí - 2001 - Série B (Quadrangular) - Orlando Scarpelli - 367
5. (Vitória n° 131) Figueirense 3 x 0 Avaí - 2002 - Campeonato Catarinense - Orlando Scarpelli - 370
6. (Vitória n° 132) Avaí 1 x 3 Figueirense - 2002 - Campeonato Catarinense - Ressacada - 371
7. (Vitória n° 133) Figueirense 1 x 0 Avaí - 2003 - Campeonato Catarinense - Orlando Scarpelli - 374
8. (Vitória n° 134) Avaí 1 x 2 Figueirense - 2006 - Campeonato Catarinense - Ressacada - 377
9. (Vitória n° 135) Figueirense 2 x 1 Avaí - 2006 - Campeonato Catarinense - Lages - 378
10. (Vitória n° 136) Figueirense 4 x 1 Avaí - 2006 - Campeonato Catarinense - Orlando Scarpelli - 380
11. (Vitória n° 137) Figueirense 3 x 0 Avaí - 2007 - Campeonato Catarinense - Orlando Scarpelli - 381
12. (Vitória n° 138) Avaí 0 x 1 Figueirense - 2007 - Campeonato Catarinense - Ressacada - 382
13. (Vitória n° 139) Avaí 0 x 3 Figueirense - 2008 - Campeonato Catarinense - Ressacada - 385
14. (Vitória n° 140) Avaí 0 x 1 Figueirense - 2011 - Campeonato Catarinense - Ressacada - 395
15. (Vitória n° 141) Avaí 0 x 1 Figueirense - 2012 - Campeonato Catarinense - Ressacada - 399
16. (Vitória n° 142) Figueirense 1 x 0 Avaí - 2013 - Campeonato Catarinense - Orlando Scarpelli - 403
17. (Vitória n° 143) Avaí 0 x 4 Figueirense - 2013 - Série B - Ressacada - 406
18. (Vitória n° 144) Figueirense 2 x 0 Avaí - 2015 - Copa do Brasil - Orlando Scarpelli - 410
19. (Vitória n° 145) Figueirense 1 x 0 Avaí - 2016 - Campeonato Catarinense - Orlando Scarpelli - 414
20. (Vitória n° 146) Avaí 0 x 1 Figueirense - 2018 - Série B - Ressacada - 421
21. (Vitória  n° 147) Figueirense 1 x 0 Avaí - 2019 - Campeonato Catarinense - Orlando Scarpelli - 422
22. (Vitória  n° 148) Figueirense 1 x 0 Avaí - 2019 - Copa SC - Orlando Scarpelli - 425
23. (Vitória n° 149) Figueirense 2 x 0 Avaí - 2020 - Série B - Orlando Scarpelli - 428
24. (Vitória n° 150) Figueirense 3 x 1 Avaí - 2021 - Copa SC - Orlando Scarpelli - 430
25. (Vitória n° 151) Avaí 1 x 3 Figueirense - 2022 - Recopa Catarinense - Ressacada - 431
26. (Vitória n° 152) Figueirense 4 x 1 Avaí - 2022 - Campeonato Catarinense - Orlando Scarpelli - 432
27. (Vitória n° 153) Avaí 0 x 1 Figueirense - 2025 - Campeonato Catarinense - Ressacada - 436
Vitórias do Avaí Futebol Clube (2000-2025) 
1. (Vitória n° 127) Avaí 1 x 0 Figueirense - 2005 - Campeonato Catarinense - Ressacada - 376
2. (Vitória n° 128) Avaí 3 x 2 Figueirense - 2006 - Campeonato Catarinense - Ressacada - 379
3. (Vitória n° 129) Figueirense 0 x 2 Avaí - 2008 - Campeonato Catarinense - Orlando Scarpelli - 386
4. (Vitória n° 130) Figueirense 0 x 2 Avaí - 2009 - Copa Santa Catarina - Orlando Scarpelli - 389
5. (Vitória n° 131) Avaí 3 x 0 Figueirense - 2009 - Copa Santa Catarina - Ressacada - 390
6. (Vitória n° 132) Figueirense 0 x 2 Avaí - 2011 - Campeonato Catarinense - Orlando Scarpelli - 396
7. (Vitória n° 133) Figueirense 2 x 3 Avaí - 2011 - Série A - Orlando Scarpelli - 397
8. (Vitória n° 134) Avaí 3 x 0 Figueirense - 2012 - Campeonato Catarinense - Ressacada - 401
9. (Vitória n° 135) Figueirense 1 x 2 Avaí - 2012 - Campeonato Catarinense - Orlando Scarpelli - 402
10. (Vitória n° 136) Avaí 2 x 1 Figueirense - 2013 - Campeonato Catarinense - Ressacada - 404
11. (Vitória n° 137) Figueirense 1 x 3 Avaí - 2013 - Série B - Orlando Scarpelli - 405
12. (Vitória n° 138) Figueirense 1 x 2 Avaí - 2014 - Campeonato Catarinense - Orlando Scarpelli - 407
13. (Vitória n° 139) Avaí 1 x 0 Figueirense - 2015 - Copa do Brasil - Ressacada - 409
14. (Vitória n° 140) Figueirense 0 x 1 Avaí - 2015 - Série A - Orlando Scarpelli - 412
15. (Vitória n° 141) Avaí 1 x 0 Figueirense - 2016 - Campeonato Catarinense - Ressacada - 413
16. (Vitória n° 142) Figueirense 0 x 1 Avaí - 2018 - Série B - Orlando Scarpelli - 420
17. (Vitória n° 143) Avaí 2 x 1 Figueirense- 2019 - Copa SC - Ressacada - 424
18. (Vitória n° 144) Figueirense 0 x 2 Avaí - 2020 - Campeonato Catarinense - Orlando Scarpelli - 426
19. (Vitória n° 145) Avaí 1x0 Figueirense - 2020 - Série B - Ressacada - 427
20. (Vitória n° 146) Avaí 1 x 0 Figueirense - 2021 - Campeonato Catarinense - Ressacada - 429
21. (Vitória n° 147) Avaí 4 x 0 Figueirense - 2023 - Campeonato Catarinense - Ressacada - 433
22. (Vitória n° 148) Avaí 1 x 0 Figueirense - 2023 - Copa Santa Catarina - Ressacada - 434
23. (Vitória n° 149) Figueirense 1 x 2 Avaí - 2024 - Campeonato Catarinense - Orlando Scarpelli - 435
Empates entre Avaí x Figueirense (2000-2025)
1. (Empate n° 109) Figueirense 2 x 2 Avaí - 2000 - Campeonato Catarinense - Orlando Scarpelli - 361
2. (Empate n° 110) Avaí 1 x 1 Figueirense - 2000 - Série B - Ressacada - 362
3. (Empate n° 111) Avaí 1 x 1 Figueirense - 2001 - Série B - Ressacada - 366
4. (Empate n° 112) Avaí 2 x 2 Figueirense - 2001 - Série B  - Ressacada - 368
5. (Empate n° 113) Avaí 1 x 1 Figueirense - 2002 - Campeonato Catarinense - Ressacada - 369
6. (Empate n° 114) Figueirense 0 x 0 Avaí - 2002 - Campeonato Catarinense - Orlando Scarpelli - 372
7. (Empate n° 115) Avaí 1 x 1 Figueirense - 2003 - Campeonato Catarinense -  Ressacada - 373
8. (Empate n° 116) Figueirense 1 x 1 Avaí - 2005 - Campeonato Catarinense - Orlando Scarpelli - 375
9. (Empate n° 117) Avaí 1 x 1 Figueirense - 2007 - Copa Santa Catarina - Ressacada - 383
10. (Empate n° 118) Figueirense 2 x 2 Avaí - 2007 - Copa Santa Catarina - Orlando Scarpelli - 384
11. (Empate n° 119) Figueirense 1 x 1 Avaí - 2009 - Campeonato Catarinense - Orlando Scarpelli - 387
12. (Empate n° 120) Avaí 1 x 1 Figueirense - 2009 - Campeonato Catarinense - Ressacada - 388
13. (Empate n° 121) Figueirense 2 x 2 Avaí - 2010 - Campeonato Catarinense - Orlando Scarpelli - 391
14. (Empate n° 122) Avaí 1 x 1 Figueirense - 2010 - Campeonato Catarinense - Ressacada - 392
15. (Empate n° 123) Avaí 1 x 1 Figueirense - 2010 - Campeonato Catarinense (Returno) - Ressacada - 393
16. (Empate n° 124) Figueirense 2 x 2 Avaí - 2011 - Campeonato Catarinense - Orlando Scarpelli - 394
17. (Empate n° 125) Avaí 1 x 1 Figueirense - 2011 - Série A - Ressacada - 398
18. (Empate n° 126) Figueirense 2 x 2 Avaí - 2012 - Campeonato Catarinense - Orlando Scarpelli - 400
19. (Empate n° 127) Avaí 1 x 1 Figueirense - 2015 - Campeonato Catarinense - Ressacada - 408
20. (Empate n° 128) Avaí 1 x 1 Figueirense - 2015 - Série A - Ressacada - 411
21. (Empate n° 129) Avaí 0 x 0 Figueirense - 2017 - Campeonato Catarinense - Ressacada - 415
22. (Empate n° 130) Figueirense 0 x 0 Avaí - 2017 - Campeonato Catarinense - Orlando Scarpelli - 416
23. (Empate n° 131) Figueirense 1 x 1 Avaí - 2017 - Primeira Liga - Orlando Scarpelli  - 417
24. (Empate n° 132) Avaí 3 x 3 Figueirense - 2018 - Campeonato Catarinense - Ressacada - 418
25. (Empate n° 133) Figueirense 1 x 1 Avaí - 2018 - Campeonato Catarinense - Orlando Scarpelli - 419
26. (Empate n° 134) Avaí 0 x 0 Figueirense - 2019 - Campeonato Catarinense - Ressacada - 423
27. (Empate n° 135) Avaí 1 x 1 Figueirense - 2025 - Campeonato Catarinense - Ressacada - 437
Com base nesta contagem tradicional mais famosa usada na época pela imprensa e pelos clubes (adotada pela própria FCF) menos propensa a alterações a partir de blogs e redes sociais hoje difundidas, temos atualmente em 05 de março de 2025, uma contagem oficial exata de 437 jogos, com 153 vitórias para o Figueirense, 149 vitórias para o Avaí e 135 empates.
OBS: As partidas disputadas pelos times "B" na Copa Santa Catarina de 2007, 2009, 2019, 2021 e 2023 obrigatoriamente entram para a contagem, pois são consideradas partidas oficiais de futebol (com súmula, borderô, ata de jogo, etc.) realizadas em torneio oficial organizado pela FCF, a entidade máxima do futebol catarinense.

### Clássicos por estádio
Segue o levantamento oficial dos clássicos por cada estádio, de acordo com a tradicional contagem do clássico de Florianópolis:
Adolfo Konder (Florianópolis)
196 Jogos
88 Vitórias do Avaí
64 Vitórias do Figueirense
44 empates
Orlando Scarpelli (Florianópolis)
160 Jogos
65 Vitórias do Figueirense
37 Vitórias do Avaí
58 Empates
Ressacada (Florianópolis)
79 Jogos
24 Vitórias do Avaí
25 Vitórias do Figueirense
30 Empates
Dr. Hercílio Luz (Itajaí)
01 Jogo
01 Empate
Vidal Ramos Júnior (Lages)
01 Jogo
01 Vitória do Figueirense
Última atualização: 05/03/2025 (Clássico 437, empate em 1x1 pelas quartas de final do Campeonato Catarinense).

## Confrontos em competições nacionais

### Copa do Brasil
| Data                | Estádio           | Casa        | Visitante   | Placar | Gols (casa)                              | Gols (visitante) |
| ------------------- | ----------------- | ----------- | ----------- | ------ | ---------------------------------------- | ---------------- |
| 4 de março de 1999  | Orlando Scarpelli | Figueirense | Avaí        | 1–2    | Genílson 25'                             | Dão 10', 60'     |
| 10 de março de 1999 | Ressacada         | Avaí        | Figueirense | 0–0    |                                          |                  |
| 6 de maio de 2015   | Ressacada         | Avaí        | Figueirense | 1–0    | Anderson Lopes 14'                       |                  |
| 13 de maio de 2015  | Orlando Scarpelli | Figueirense | Avaí        | 2–0    | Thiago Heleno 2', Marquinhos Pedroso 13' |                  |

### Campeonato Brasileiro
Série A
| Data                   | Estádio           | Casa        | Visitante   | Placar | Gols (casa)               | Gols (visitante)              |
| ---------------------- | ----------------- | ----------- | ----------- | ------ | ------------------------- | ----------------------------- |
| 8 de setembro de 1976  | Orlando Scarpelli | Figueirense | Avaí        | 1–0    | Hélio Pires 68'           |                               |
| 17 de outubro de 1976  | Orlando Scarpelli | Avaí        | Figueirense | 1–0    | Veiga 19'                 |                               |
| 28 de agosto de 2011   | Orlando Scarpelli | Figueirense | Avaí        | 2–3    | Ygor 19', Júlio César 44' | Lincoln 38', William 50', 87' |
| 4 de dezembro de 2011  | Ressacada         | Avaí        | Figueirense | 1–1    | Diogo Orlando 44'         | Héber 46'                     |
| 14 de junho de 2015    | Ressacada         | Avaí        | Figueirense | 1–1    | Anderson Lopes 35'        | Marquinhos 14'                |
| 16 de setembro de 2015 | Orlando Scarpelli | Figueirense | Avaí        | 0–1    |                           | Renan Oliveira 79'            |

Série B
| Data                    | Estádio           | Casa        | Visitante   | Placar | Gols (casa)                               | Gols (visitante)                                 |
| ----------------------- | ----------------- | ----------- | ----------- | ------ | ----------------------------------------- | ------------------------------------------------ |
| 24 de fevereiro de 1980 | Orlando Scarpelli | Figueirense | Avaí        | 2–0    |                                           |                                                  |
| 10 de setembro de 1989  | Orlando Scarpelli | Figueirense | Avaí        | 0–0    |                                           |                                                  |
| 8 de outubro de 1989    | Ressacada         | Avaí        | Figueirense | 0–1    |                                           |                                                  |
| 10 de setembro de 2000  | Ressacada         | Avaí        | Figueirense | 1–1    |                                           |                                                  |
| 9 de setembro de 2001   | Orlando Scarpelli | Figueirense | Avaí        | 2–0    |                                           |                                                  |
| 27 de outubro de 2001   | Ressacada         | Avaí        | Figueirense | 1–1    |                                           |                                                  |
| 7 de dezembro de 2001   | Orlando Scarpelli | Figueirense | Avaí        | 2–0    |                                           |                                                  |
| 18 de dezembro de 2001  | Ressacada         | Avaí        | Figueirense | 2–2    | Gauchinho 4', 57' (pen)                   | Abimael 32', Genílson 83'                        |
| 10 de agosto de 2013    | Orlando Scarpelli | Figueirense | Avaí        | 1–3    | Wellington Saci 45'                       | Marquinhos 20', 81', Cléber Santana 37'          |
| 3 de novembro de 2013   | Ressacada         | Avaí        | Figueirense | 0–4    |                                           | Thiego 15', Rafael Costa 21', Maylson 31', 45+3' |
| 12 de maio de 2018      | Orlando Scarpelli | Figueirense | Avaí        | 0–1    |                                           | Rodrigão 63'                                     |
| 1 de setembro de 2018   | Ressacada         | Avaí        | Figueirense | 0–1    |                                           | João Paulo 2' (pen)                              |
| 29 de setembro de 2020  | Ressacada         | Avaí        | Figueirense | 1–0    | Gastón Rodriguez 83'                      |                                                  |
| 26 de dezembro de 2020  | Orlando Scarpelli | Figueirense | Avaí        | 2–0    | Guilherme Thiago 16', Diego Gonçalves 39' |                                                  |

Série C
| Data                   | Estádio           | Casa        | Visitante   | Placar | Gols (casa) | Gols (visitante) |
| ---------------------- | ----------------- | ----------- | ----------- | ------ | ----------- | ---------------- |
| 9 de setembro de 1996  | Orlando Scarpelli | Figueirense | Avaí        | 3–0    |             |                  |
| 15 de setembro de 1996 | Ressacada         | Avaí        | Figueirense | 1–1    |             |                  |

## Recordes

### Maiores públicos
| 25 de julho de 1999                                                                  | Figueirense 2-1 Avaí | Campeonato Catarinense Orlando Scarpelli        | 23.375 |
| 21 de maio de 2000                                                                   | Figueirense 2-2 Avaí | Campeonato Catarinense Orlando Scarpelli        | 21.846 |
| 7 de dezembro de 2001                                                                | Figueirense 2-0 Avaí | Campeonato Brasileiro Série B Orlando Scarpelli | 21.672 |
| 18 de dezembro de 2001                                                               | Avaí 2-2 Figueirense | Campeonato Brasileiro Série B Ressacada         | 21.055 |
| 21 de julho de 1999                                                                  | Avaí 2-0 Figueirense | Campeonato Catarinense Ressacada                | 20.425 |
| 10 de julho de 2002                                                                  | Figueirense 0-0 Avaí | Campeonato Catarinense Orlando Scarpelli        | 19.835 |
| 13 de abril de 1975                                                                  | Figueirense 1-1 Avaí | Campeonato Catarinense Orlando Scarpelli        | 19.682 |
| 9 de abril de 2000                                                                   | Avaí 2-1 Figueirense | Campeonato Catarinense Ressacada                | 19.608 |
| 29 de novembro de 1984                                                               | Figueirense 1-0 Avaí | Campeonato Catarinense Orlando Scarpelli        | 19.581 |
| *Lista oficial retirada do almanaque “90 anos do maior clássico” de Polidoro Júnior. |                      |                                                 |        |

Obs: Ainda há um público de 21.299 presentes registrado na segunda partida da decisão do estadual de 1975, com vitória do Avaí pelo placar de 3x0. Porém, como todas as três partidas do Playoff decisivo daquele ano foram jogadas no estádio Orlando Scarpelli e o Figueirense havia sido o mandatário do primeiro e do terceiro jogo, o mando desta segunda partida da decisão pertencia ao Avaí Futebol Clube. Logo, não se tem a confirmação exata de como esteve a disposição das torcidas neste segundo jogo da final, embora realmente acredite-se em uma divisão.

### Maiores goleadas
- Avaí 11–2 Figueirense, em 20 de fevereiro de 1938 (amistoso)
- Avaí 10–2 Figueirense, em 9 de agosto de 1942 (Campeonato Citadino de Florianópolis)
- Figueirense 9–3 Avaí, em 1928
- Avaí 9–3 Figueirense, em 22 de abril de 1934 (amistoso)
- Avaí 9–3 Figueirense, em 16 de julho de 1944 (Campeonato Citadino de Florianópolis)
- Avaí 7–1 Figueirense, em 6 de dezembro de 1925 (Campeonato Catarinense)
- Avaí 7–1 Figueirense, em 27 de maio de 1945 (Campeonato Citadino de Florianópolis)
- Figueirense 6–1 Avaí, em 26 de julho de 1936 (Campeonato Catarinense)

### Maiores invencibilidades
- 15 jogos: Avaí, de 19 de julho de 1925 a 28 de fevereiro de 1932 (12 vitórias e 3 empates)
- 15 jogos: Avaí, de 30 de novembro de 1941 a 30 de novembro de 1947 (12 vitórias e 3 empates)
- 15 jogos: Figueirense, de 21 de maio de 2000 a 2 de fevereiro de 2005 (7 vitórias e 8 empates)

### Maiores seqüências de vitórias
- 11 jogos: Avaí, de 30 de novembro de 1941 a 11 de agosto de 1946
- 8 jogos: Figueirense, de 8 de outubro de 1989 a 14 de julho de 1991

### Maiores artilheiros
- Saul (Avaí): 41 gols em 45 jogos
- Nizeta (Avaí/Figueirense): 30 gols em 51 jogos
- Felipinho (Avaí): 24 gols em 22 jogos
- Calico (Figueirense): 21 gols em 40 jogos
- Ivo (Figueirense): 20 gols em 24 jogos
- Maior artilheiro do Avaí: Saul, com 41 gols em 45 jogos
- Maior artilheiro do Figueirense: Calico, com 21 gols em 40 jogos

### Maiores artilheiros em um jogo
- Periquito (Avaí): 4 gols no jogo Avaí 5–0 Figueirense (28 de fevereiro de 1932)
- Chocolate (Figueirense): 4 gols no jogo Figueirense 6–1 Avaí (26 de julho de 1936)
- Loló (Avaí): 4 gols no jogo Avaí 7–5 Figueirense (7 de janeiro de 1940)
- Felipinho (Avaí): 4 gols nos jogos Avaí 10–2 Figueirense (9 de agosto de 1942), Avaí 7–1 Figueirense (27 de maio de 1945) e Avaí 6–1 Figueirense (21 de outubro de 1945)
- Saul (Avaí): 4 gols no jogo Avaí 6–1 Figueirense (4 de julho de 1948)

### Jogadores que mais atuaram no clássico
- Balduíno (Avaí/Figueirense): 75 jogos
- Pinga (Figueirense): 59 jogos
- Caco (Avaí/Figueirense): 57 jogos
- Casagrande (Figueirense): 53 jogos
- Nizeta (Avaí/Figueirense): 51 jogos
- Quem mais atuou pelo Figueirense: Pinga (1970-1980), com 59 jogos
- Quem mais atuou pelo Avaí: Nizeta (1938-1952), com 50 jogos

### Treinadores que mais atuaram no clássico
- Lauro Búrigo (Avaí/Figueirense): 50 jogos
- Jorge Ferreira (Avaí/Figueirense): 31 jogos
- Áureo Malinverne (Avaí/Figueirense): 31 jogos
- José Amorim (Avaí/Figueirense): 29 jogos
- Nélson Garcia (Figueirense): 24 jogos
- Quem dirigiu o Figueirense mais vezes: Lauro Búrigo (41 jogos)
- Quem dirigiu o Avaí mais vezes: José Amorim (28 jogos)

### Jogadores que foram expulsos mais vezes
- 4 vezes: Cavallazzi (Avaí), Rogério Ávila (Avaí) e Orivaldo (Avaí)
- 3 vezes: Ademir (Avaí), Caco (Avaí/Figueirense), Mirinho (Avaí), Moacir (Avaí/Figueirense), Moenda (Avaí/Figueirense), Régis (Avaí) e Ronaldo (Figueirense)

### Árbitros que apitaram mais vezes
- Dalmo Bozzano: 41 jogos
- José Carlos Bezerra: 24 jogos
- Luís Orlando de Souza: 17 jogos
- Roldão Thomé de Borja Neto: 15 jogos
- Alvir Renzi: 14 jogos

## Clássicos históricos

### O primeiro clássico
A primeira vez que Avaí e Figueirense enfrentaram-se ocorreu em 13 de abril de 1924, no estádio Adolpho Konder, em Florianópolis, que naquela época era chamado de "Campo do Aldo Luz" ou "Campo da Liga". O jogo era um amistoso e terminou com vitória do Figueirense por 4 a 3, depois de estar perdendo por 3 a 0. Não há registro de quem fez o primeiro gol do clássico (só se sabe que foi um jogador do Avaí).
Na partida, apitada por Benício Cabral, o Avaí abriu 2 a 0 de vantagem no primeiro tempo. Na segunda metade do jogo, chegou a estar vencendo por 3 a 0, mas permitiu a virada do Figueirense, que venceu por 4 a 3.
Os jornais da época registraram o autor de apenas um dos sete gols da partida: Maneca, atacante do Figueirense, fez o gol que deu a vitória ao seu time. Também não há registro da escalação do Avaí naquele dia. Sabe-se apenas o time do Figueirense que entrou em campo: Boos; Amorim e Asteroide; Delgídio, Enéas e Jaime; Campos, Juza, Maneca, Raimundo e Victor.

### A maior goleada
Em 20 de fevereiro de 1938, o Avaí aplicou no Figueirense a maior goleada da história do Clássico de Florianópolis: 11–2, em partida amistosa disputada no estádio Adolpho Konder.
Além da goleada, o jogo é histórico também porque marcou a estreia do atacante avaiano Saul em clássicos. Até hoje, é o maior artilheiro da história do confronto, com 41 gols em 45 partidas, atuando sempre pelo Avaí.
Só no primeiro tempo, o Avaí vencia por 6-0, com gols de Pacheco (dois), Galego, Procópio, Sapinho e Saul. No segundo tempo, Nizeta fez 7 a 0. Beck descontou para o Figueirense (7 a 1). Sapinho e Procópio marcaram mais dois e aumentaram a vantagem para 9 a 1. O zagueiro avaiano Vadico fez gol contra: 9 a 2. Depois, Sapinho e Sílvio fecharam o placar em 11 a 2.
Naquele jogo, o Avaí atuou com: Vilain; Vadico e Aquino (Zé Macaco); Procópio (Borba), Botelho e Galego; Sapinho, Nizeta, Forneroli, Pacheco e Saul (Sílvio). O treinador era Sílvio de Melo.
O Figueirense teve o seguinte time, treinado por César Seara: Rezende; Cruz e Antenor; Chocolate, Beck e Haroldo (Hélio); Sabino, Paraná, Ivo, Calico e Maeco.

### A final do Catarinense de 1975
Avaí e Figueirense entraram na década de 1970 amargando um jejum de títulos estaduais que durava desde os anos 1940. O Figueirense passou 29 anos (1942-1971) sem vencer o Campeonato Catarinense, enquanto o Avaí ficou 26 (1946-1972).
Durante esse período, as equipes da Capital catarinense viram os times do interior dominarem o futebol no estado. Entre 1946 e 1971, somente um título estadual veio para Florianópolis: o do Paula Ramos, em 1959.
Porém, em 1972, os times da Capital voltaram a dominar o futebol catarinense. O Figueirense venceu estadual, o que não ocorria desde 1941, deixando o Avaí em segundo lugar no quadrangular final. Em 1973, o Avaí encerrou o jejum que durava desde 1945. Mas, nesse mesmo ano, perdeu a chance de ser o primeiro representante de Santa Catarina no Campeonato Brasileiro ao ser derrotado pelo Figueirense na disputa pela vaga (0–1 e 0–0). Em 1974, o Figueirense venceu outro título do Campeonato Catarinense.
Foi nesse clima de intensa rivalidade que, em 1975, as duas equipes chegaram juntas à final do Campeonato Catarinense pela primeira vez na história. As três partidas decisivas foram disputadas no estádio do Figueirense, o Orlando Scarpelli. Na primeira, deu Figueirense: 3–2. Na segunda, o Avaí deu o troco: 3–0.
Por ter obtido melhor campanha, somando dois pontos a mais que o Avaí durante toda a competição, o Figueirense jogava pelo empate na partida decisiva, disputada em 17 de agosto. Porém, viu o rival fazer o um gols aos 23 minutos do segundo tempo, com o atacante Juti, artilheiro daquele estadual, com 28 gols. A partir daí, o Avaí segurou o resultado e comemorou o título dentro do Orlando Scarpelli.
O time do Avaí campeão naquele dia tinha: Danilo; Souza, Maneca, Veneza e Orivaldo; Lourival, Balduíno e Zenon; João Carlos (Ademir), Juti e Vado. O treinador era Áureo Malinverni.
Pelo lado do vice-campeão Figueirense, atuaram: Vanderlei; Pinga, Almeida, Orcina e Casagrande; Sérgio Lopes, Moacir e Lico (Letieri); Marcos, Toninho e Luiz Éverton Rodrigues. O treinador era Lauro Búrigo.

### A final do Catarinense de 1999
Depois das conquistas na década de 1970, os dois times de Florianópolis atravessaram novamente uma fase difícil. Entre 1976 e 1996, apenas dois títulos catarinenses vieram para a Capital: o do Avaí em 1988 e o do Figueirense em 1994. Durante esses vinte anos, o futebol de Santa Catarina foi dominado por Joinville e Criciúma.
O fundo do poço para as duas equipes foi o rebaixamento para a Segunda Divisão do Campeonato Catarinense. O Figueirense disputou a competição em 1987, ficando em segundo lugar, e o Avaí, em 1994, sagrando-se campeão.
No início da década de 1990, algumas pessoas defendiam a ideia de que Avaí e Figueirense se fundissem e formassem um clube só, para tentar acabar com a hegemonia de Joinville e Criciúma. Em Florianópolis, costumava-se torcer para times de outros estados (principalmente cariocas), e Avaí e Figueirense foram deixados de lado.
A antiga rivalidade começou a reviver em 1998, com o primeiro título nacional conquistado por uma equipe de Florianópolis: a Série C do Campeonato Brasileiro, vencida pelo Avaí. Como o Figueirense continuava na Terceira Divisão nacional, os avaianos faziam gozações com seus rivais, reacendendo a antiga disputa.
Em 1999, a rivalidade cresceu com o confronto entre as duas equipes pela Copa do Brasil, no qual o Avaí eliminou o Figueirense com uma vitória por 2 a 1 no Orlando Scarpelli e um empate por 0-0 na Ressacada.
A final do Campeonato Catarinense de 1999 representava para o Figueirense a oportunidade de dar o troco no rival. Assim como em 1975, o Figueirense tinha melhor campanha e jogava em casa a partida decisiva. O primeiro jogo, na Ressacada, terminou com vitória avaiana por 2-0.
Na partida decisiva, no Orlando Scarpelli, em 25 de julho, o Figueirense precisava vencer por qualquer placar no tempo normal (o saldo de gols não contava) e empatar na prorrogação. Foi o que ocorreu. Genílson, o artilheiro do estadual, com 26 gols, fez 1 a 0 para o Figueirense aos 20 minutos do segundo tempo. Dão empatou para o Avaí aos 34, mas Genílson, de pênalti, colocou o Figueirense novamente em vantagem.
Com o 2 a 1 para o Figueirense no tempo normal, a partida foi para a prorrogação. O placar do tempo extra foi 0-0, mas até hoje os avaianos reclamam de um gol anulado faltando três minutos para o fim da prorrogação.
O time do Figueirense, campeão estadual pela décima vez naquele dia, teve a seguinte formação: Maurício; Pedro Aruba, Polaco (Alexandre Rosa), Carlinhos e Denys; Valdeir, Perivaldo, Zé Renato (Claudiomir) e Jílio César (Toninho); Aldrovani e Genílson. O treinador era Abel Ribeiro.
O vice-campeão Avaí, treinado por Cuca, tinha os seguintes jogadores: Miguel; Fantick (Adílson), Mano, Jéferson Douglas e Hélton; Luís Fernando (Marquinhos), Régis, Dirlei (Serginho) e Grizzo; Alex Rossi e Dão.

### A decisão da vaga na Série A
Em 2001, Avaí e Figueirense chegaram ao quadrangular final da Série B do Campeonato Brasileiro, junto com o Caxias, do Rio Grande do Sul e o Paysandu, do Pará.
Na partida do primeiro turno, em 7 de dezembro o Figueirense derrotou o Avaí por 2 a0  no Orlando Scarpelli, com gols de Fernandes, aos 38 minutos do primeiro tempo, e Gílson Batata, aos 17 minutos do segundo tempo. O público de 21.672 espectadores é até hoje o segundo maior da história do Clássico de Florianópolis.
O jogo de volta, na Ressacada, era válido pela penúltima rodada do quadrangular, na qual as duas equipes chegavam empatadas com cinco pontos. A vitória era fundamental para o Avaí, que teria seu último jogo fora de casa, contra o Paysandu. O Figueirense encerraria o campeonato atuando em casa, contra o Caxias.
O Avaí abriu o placar aos três minutos, com Gauchinho. Aos 33, o Figueirense empatou com Abimael. No segundo tempo, Gauchinho, de pênalti, aos 14 minutos, fez 2 a 1 para o Avaí. Mas o algoz avaiano em 1999 voltou a aparecer: Genílson, aos 39 minutos, empatou novamente a partida, decretando o placar final em 2 a 2.
Na rodada decisiva, em 18 de dezembro, em caso de vitórias dos dois times, ambos subiriam juntos para a Série A. No entanto, o Avaí perdeu para o Paysandu por 4 a 0 e deu adeus ao sonho de chegar à Série A pela primeira vez desde 1979. O Figueirense, que também não disputava a primeira divisão desde 1979, derrotou o Caxias por 1 a 0, ficando com o vice-campeonato e a vaga na Série A.
Depois, o Figueirense perdeu os pontos do jogo contra os gaúchos, já que o árbitro encerrou a partida antes do previsto por causa da invasão de campo por parte dos torcedores alvinegros. Mesmo assim, o Figueirense ficou com o vice-campeonato, por ter melhor saldo de gols que o Caxias e o Avaí.
O time do Figueirense que conseguiu o empate por 2 a 2 na Ressacada tinha: César; Simplício, Márcio Goiano, Pedro Paulo e Vanin; Jeovânio, China (Leo Mineiro), William (Michel Dennis) e Marcelinho; Genílson e Gílson Batata (Abimael). O treinador era Vágner Benazzi.
Pelo lado Avaí, jogaram naquele dia: Flávio; Paulo Sérgio, Marcos Teles, Naílton e Luís Fernando; Valdir (André), Júnior, Marquinhos Rosa (Alex Rossi) e Fantick; Cléber (Mazinho) e Gauchinho. O treinador era Roberto Cavalo.

### O jogo do gol 1.000
Há uma polêmica com relação a quem fez o gol de número mil do Clássico de Florianópolis. De acordo com uma antiga contagem, essa honra coube ao meia Renato Martins, ao marcar o segundo gol do Figueirense na vitória por 3 a 1 em 3 de julho de 2002, na Ressacada, no jogo de ida das finais do segundo turno do Campeonato Catarinense. O jogador chegou a receber uma placa da diretoria do clube em homenagem ao feito.
Naquela partida, o Figueirense atuou com: Gustavo; Marquinhos Paraná, Márcio Goiano, Carlinhos e Paulo Sérgio; André Luís, Simplício (Fransérgio), Pires e Marcelinho (Patrício); Dauri (Renato Martins) e William. O treinador era Roberval Davino.
Já o Avaí, teve a seguinte escalação: Alexandre Pavão; Toto, Itabuna, Marcelo Miguel e Da Guia (Mazinho); Ânderson, Marquinhos Rosa, André (Maiquel) e Jorginho; Adriano Raio e Mílton (Diego). A equipe era treinada por Júlio Espinosa.
Porém, em 2005, o historiador Jairo Roberto de Sousa lançou o livro Figueirense x Avaí - o Clássico de Florianópolis, no qual ele faz uma recontagem dos jogos, excluindo 25 deles, ou por terem sido disputados em tempo inferior a 90 minutos (partidas por Torneios Início, por exemplo) ou porque não era possível comprovar se de fato ocorreram (os jornais às vezes registravam que haveria a partida, mas depois não informavam se ela realmente aconteceu).
A nova contagem aumentou a vantagem alvinegra no número de vitórias e diminuiu o número de gols marcados no clássico para 997. A contagem sugerida por Sousa foi adotada pelos veículos da principal rede de comunicação de Santa Catarina, a Rede Brasil Sul (RBS).
Em 2 de fevereiro, Figueirense e Avaí empataram por 1 a 1 no Orlando Scarpelli, em jogo válido pela primeira fase do Campeonato Catarinense. O gol de empate do Figueirense, marcado por Mazinho, foi, de acordo com a nova contagem, o de número 999 na história dos Clássico de Florianópolis. No dia 13 de fevereiro, as duas equipes voltaram a se enfrentar, desta vez na Ressacada.
Naquela oportunidade, o Avaí não vencia o Figueirense desde 2000. Se não perdesse naquele dia, o Figueirense completaria 16 jogos de invencibilidade no clássico, quebrando o recorde de 15 partidas que mantinha junto com o Avaí (que alcançou essa marca duas vezes).
A partida já se encaminhava para o final, e o resultado ainda estava em 0 a 0. A torcida do Figueirense, comemorando mais um jogo sem perder para o rival, começou a cantar um sarcástico "parabéns pra você". Até que, aos 45 minutos, o atacante avaiano Samuel cruzou da direita e Fábio Oliveira cabeceou, marcando o gol de número 1,000 da história dos Clássico de Florianópolis e encerrando o jejum de vitórias do Avaí sobre o Figueirense.
O Avaí jogou com: Gilmar; Jardel, Téio e Naílton; Paulista (Jean), Paulo Foiani (Marquinhos Júnior), Marcos Basílio, Beto (Ceará) e Rafael; Samuel e Fábio Oliveira. O treinador foi José Galli Neto.
O Figueirense jogou com: Édson Bastos; Paulo Sérgio, Eloy, Cléber e Edno; Carlos Alberto, Luciano Sorriso, Marquinhos Paraná e Bilu; Wagner Almeida (Danilo Santos) (Mazinho) e Felipe Oliveira (Rodriguinho). O Treinador foi Paulo Comelli.

### A final do Catarinense de 2012
Após um título para cada lado após duas finais de Campeonato Catarinense, 1975, vencida pelo Avaí e 1999, vencida pelo Figueirense, esta final foi tratada como o grande tira-teima entre os rivais.
O Avaí vinha de alguns títulos recentes como 2009 e 2010, já o Figueirense não vencia a competição desde 2008.
O Avaí sagrou-se campeão após vencer o Figueirense nas duas partidas disputadas, na Ressacada por 3 a 0 e no Scarpelli por 2 a 1. Com esse título, o Avaí conquistou seu 16º título estadual, e se tornou novamente o maior vencedor do estado isolado.

## Rivalidade
- Em 1964, mais precisamente no dia 31 de janeiro, foi organizado um amistoso festivo entre o Avaí e o Grêmio do Rio Grande do Sul. A ideia era aliar, ao elenco Avaiano, reforços de outros times da capital para que todos fizessem parte da festa. Os atletas do Figueirense convidados não foram liberados pela diretoria do seu time e tiveram que ser substituídos por Sombra, do Paula Ramos, e Ratinho, do Marcílio Dias. A suspeita era de que o Figueirense não aceitaria ver seus atletas com o uniforme do seu maior rival.
- No clássico Nº. 186 realizado no dia 31 de março de 1971 no Estádio Adolfo Konder, Avaí e Figueirense se enfrentaram em um jogo amistoso, mas não pelos acontecimentos. Aos 10 minutos do segundo tempo, o árbitro Gilberto Nahas expulsou os 22 jogadores de campo após uma confusão generalizada. O jogo terminou 0 a 0.
- No dia 9 de setembro de 1973, numa festa organizada pelo Governo do Estado de Santa Catarina, em comemoração ao seu cinquentenário, o Avaí jogaria no Estádio Orlando Scarpelli contra o Libertad do Paraguai. O jogo estava previsto para as 14 horas. Com um grande público presente, chegava uma nova determinação de que o Figueirense não cederia o campo, os vestiários e os portões encontravam-se fechados com cadeados. A explicação era de que, o Governo do Estado não havia solicitado, por "oficio", ao presidente do Figueirense, o estádio. Assim, o público que estava acomodado no Orlando Scarpelli, teve que se deslocar até o "velho" Adolfo Konder no centro da cidade. No final do jogo, alegria para todos os Avaianos, vitória de 1 a 0.